# Армавир (област)
Вижте пояснителната страница за други значения на Армавир.
Армавир (на арменски: Արմավիրի մարզ) е област в Западна Армения с площ от 1242 кв. км.
Граничи с Турция. Областният ѝ център е град Армавир.

## Население
- 264 600 (по приблизителна оценка за януари 2018 г.)[1]
- 280 200 (2007)
- 279 200 (2006)
- 278 200 (2005)
- 277 300 (2004)
- 276 800 (2003)
- 276 400 (2002)
- 276 200 (2001)
- 276 600 (1999)
- 275 400 (1997)
- 274 100 (1995)
- 283 300 (1993)
- 283 300 (1991)